# إليسيف الكييفية
إليسيف الكييفية (بالنرويجية: Ellisif أو Elisiv)؛ (الروسية: Елизавета Ярославна)؛ (بالأوكرانية: Єлизавета Ярославна)؛ (1025- ج. 1067) كانت أميرة كييف وقرينة الملك هارلد الثالث ملك النرويج.

## سيرة شخصية

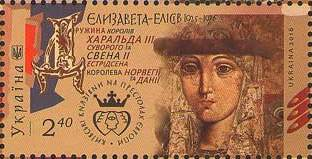
صورت إليسيف في طابع ختم أوكراني عام 2016م.

إليسافيتا هي ابنة أمير كييف روس الكبير، ياروسلاف الحكيم وقرينته الأميرة السويدية إنغيغرد أولوفسدوتر، ابنة الملك السويدي أولوف سكوتكونونغ وأستريد أوف دى أبوتريت. كانت إليسافيتا أخت أناستازيا الكييفية التي تزوجت لاحقًا أندرو الأول ملك المجر؛ آن الكييفة التي تزوجت هنري الأول ملك فرنسا؛ وربما أجاثا، زوجة إدوارد المنفى، وكان من بين إخوتها فلاديمير نوفغورود، إيزياسلاف الأول الكييفي، سفياتوسلاف الثاني الكييفي، وفسيفولود الأول أمير كييف، وإيغور ياروسلافيتش.
خلال شتاء 1043م- 1044م، تزوجت إليسافيتا من الأمير النرويجي هارالد سيغوردسون. كان هارالد قد غادر النرويج في عام 1030م؛ بعد أن شارك في معركة ستيكليستاد إلى جانب أخيه غير الشقيق، الملك أولاف الثاني النرويجي. ظلت هارالد منذ ذلك الحين تحت حماية والدها وكذلك حماية الملك البيزنطي.
كانت إليسافيتا؛ هي المرسل إليه قصائد هارالد الباقية حيث أعرب عن أسفه؛ لعدم وجود مودة تجاهه (لا يمكن اشتقاق أي آثار عن عواطفهم الفعلية، حيث قد يكون هذا كليشيهًا شعريًا). في عام 1045م، تبعت هارالد إلى النرويج، حيث أصبح ملكًا مشاركًا مع ابن أخيه، الملك ماغنوس الطيب. عُرفت إليسافيتا في النرويج باسم الملكة إليسيف. من الأفضل توثيق الزواج من قبل شاعر البلاط ستيف دين بليند Stúfr Blindi Þórðarson kattar. لا توجد وثائق أخرى موجودة؛ حول إقامتها في النرويج.
في عام 1047م، أصبح الملك هارالد الحاكم الوحيد للنرويج بعد وفاة الملك ماغنوس. في عام 1048م، تزوج هارالد زوجة أخرى، تورا توربيرغسداتر، وأنجب منها ولدين، ماغنوس وأولاف. يمكن تفسير الزواج إلى حد كبير بالسياسة وبناء التحالف. لعب زعماء عائلة جيسك Giskeætten دورًا رئيسيًا في سياسة القوة. من الممكن أن تكون إليسيف قد بقيت في كييف روس، أو أنها ماتت في طريقها إلى النرويج. ومع ذلك، فإن هذا يعني أن بنات هارالد وإنغيرد وماريا، اللواتي يُنسبن إليها، لابد أنهن كُن لــ تورا، وهو أمر غير محتمل، لأن ماريا كانت مخطوبة لأويستين أوري فرا جيسك، الذي كان من الممكن أن يكون عمها لو كانت ابنة تورا. لذلك من الممكن أن تكون تورا هي خليلة هارالد. أصبحت تورا والدة كل من الملك أولاف كير والملك ماغنوس الثاني هارالدسون.
في عام 1066م، غزا هارالد إنجلترا وقُتل في معركة جسر ستامفورد. تقول التقاليد: أن إليسيف وبناتها تبعوا هارالد إلى إنجلترا، حيث توفيت ماريا، كما قيل، في نبأ وفاة والدها. بعد ذلك، عادت إليسيف وابنتها الثانية، إنغيغرد، إلى النرويج مع الأسطول النرويجي. كان من المقرر أن: تُقيم إليسيف في جزر أوركني خلال هذه الرحلة. ولكن فإن أقدم الملاحم تدعي أن تورا توربيرغسداتر وليست إليسيف هي التي رافقت هارالد في الرحلة، والتي تعتبر أكثر ترجيحًا، حيث كانت تورا ابن عم ثورفين سيغوردسون، إيرل أوركني.
وفقًا لـآدم البريمنى، تزوجت والدة الملك أولاف كيري؛ إما من الملك سوين الثاني الدنماركي؛ أو ملك سويدي لم يذكر اسمه كأرملة، لكن هذا غير مؤكد. من غير المعروف أيضًا ما إذا كان هذا يشير إلى تورا توربيرغسداتر الأم الفعلية لأولاف كيري أو زوجة أبيه إليسيف. تاريخ ومكان وفاة الملكة إليسيف غير معروفين.

## أطفال
أنجبت إليسيف وهارالد ابنتان:
- إنغيغرد (حوالي 1045م- 1120م)؛ تزوجت أولاً من أولاف هنغر ملك الدنمارك المستقبلي، وبعد وفاته، تزوجت فيليب، ملك السويد المستقبلي.[14][15]
- ماريا (توفيت في 25 سبتمبر 1066م)؛ وُعدت بالزواج من قبل إيستين أُورى (شقيق تورا توربيرغسداتر)، لكنه توفي في أوركني في نفس اليوم الذي توفي فيه هارلد و إيستين.